# Oggetti non stellari nella costellazione del Triangolo
Principali oggetti non stellari visibili nella costellazione del Triangolo.

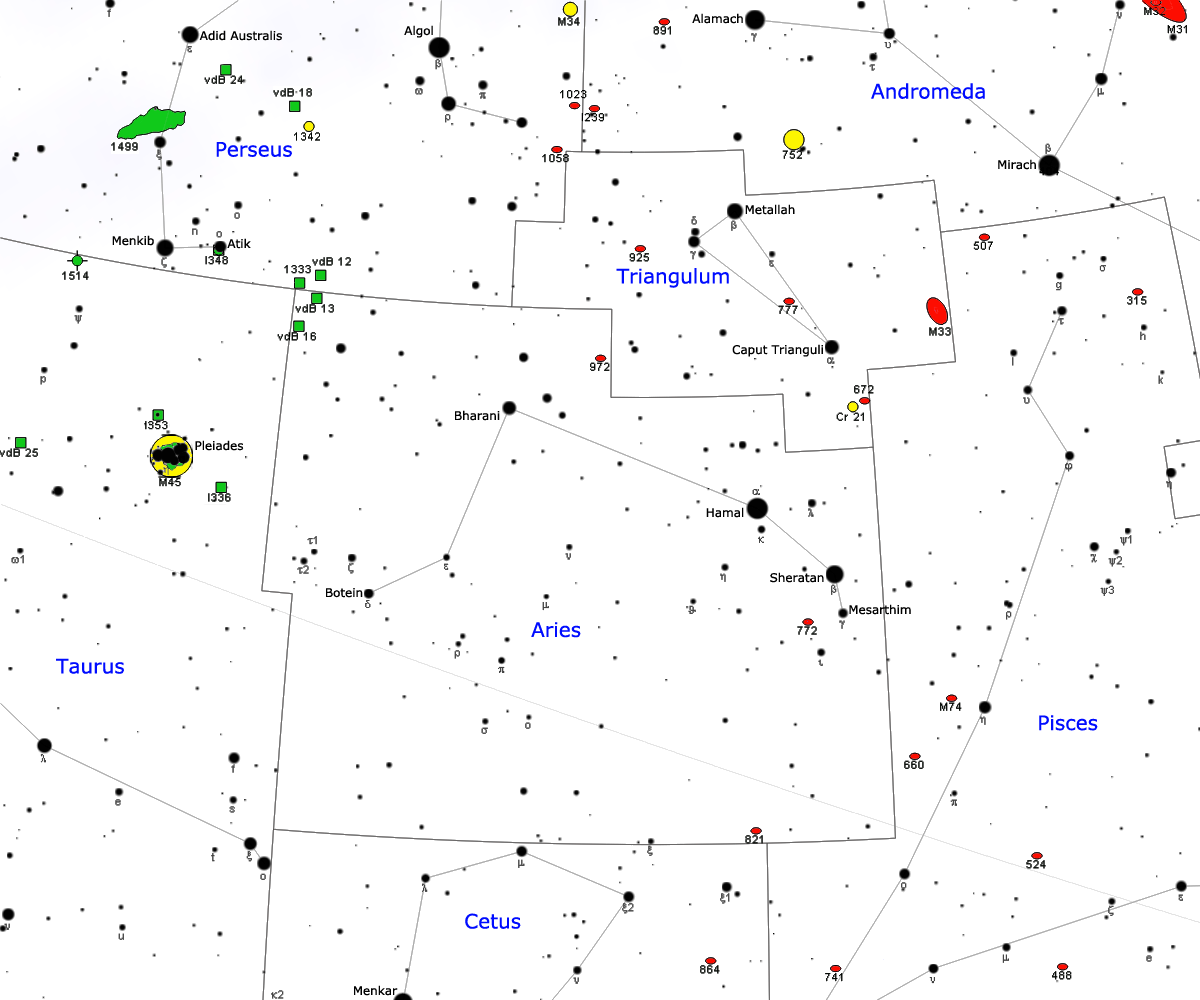
Mappa della costellazione del Triangolo.

## Ammassi aperti
- Cr 21

## Galassie
- BD3
- Galassia del Triangolo (M33)
- Galassia Nana del Triangolo II
- IC 1727
- NGC 579
- NGC 582
- NGC 587
- NGC 588
- NGC 592
- NGC 595
- NGC 608
- NGC 614
- NGC 621
- NGC 634
- NGC 661
- NGC 666
- NGC 669
- NGC 670
- NGC 672
- NGC 684
- NGC 688
- NGC 735
- NGC 736
- NGC 738
- NGC 739
- NGC 740
- NGC 750
- NGC 751
- NGC 761
- NGC 769
- NGC 777
- NGC 778
- NGC 780
- NGC 783
- NGC 784
- NGC 785
- NGC 789
- NGC 798
- NGC 804
- NGC 805
- NGC 807
- NGC 816
- NGC 819
- NGC 826
- NGC 855
- NGC 860
- NGC 861
- NGC 865
- NGC 890
- NGC 917
- NGC 925
- NGC 931
- NGC 940
- NGC 949
- NGC 953
- NGC 959
- NGC 968
- NGC 969
- NGC 970
- NGC 973
- NGC 974
- NGC 978
- NGC 983
- NGC 987
- NGC 1057
- NGC 1060
- NGC 1061
- NGC 1066
- NGC 1067
- NGC 1093
- RD1

## Gruppi di galassie
- Gruppo di IC 187
- Gruppo di NGC 499
- Gruppo di NGC 672
- Gruppo di NGC 736
- Gruppo di NGC 777
- Gruppo di NGC 807
- Gruppo di NGC 841
- Gruppo di NGC 940
- Gruppo di NGC 973
- Gruppo di NGC 1060

## Nebulose diffuse
- NGC 604 (in M33)